# Травматизм
Травмати́зм — сукупність травм, що виникають у певної групи населення за певний відрізок часу.

## Загальна інформація
Однотипні ушкодження, які повторюються серед окремих груп населення, визначені поняттям травматизм. В залежно від умов та характеру ушкодження розрізняють такі види травматизму: промисловий, сільськогосподарський, побутовий, вуличний, транспортний, спортивний, військовий, дитячий.
- Промисловий (виробничий) травматизм пов'язаний з характером виробництва, знаряддями праці та організацією методів її охорони. Ушкодження можуть бути заподіяні інструментами, машинами, оброблювальним матеріалом (металом, породою, що обвалилася, вугіллям, камінням і т. ін.), транспортом тощо. Кожна галузь промисловості характеризується порівняно однотипним видом травм. У гірничій промисловості внаслідок обвалів часто ушкоджуються кістки скелета, хребет, і відбувається здавлення м'яких тканин. На металургійних заводах можливі опіки розплавленим і розжареним металом. На залізообробних заводах трапляються травми очей дрібними скалками металу. Розрізняють професійні травми, що є насідком сукупності певних умов і чинників, пов'язаних з трудовим процесом (бурсити, міозити, тендовагініти та ін.).
- Сільськогосподарський травматизм виникає в результаті падіння, забоїв, поранення свійськими тваринами й ушкодження сільськогосподарським реманентом (вила, граблі тощо) та сільськогосподарськими машинами (трактори, комбайни та ін.). особливістю сільськогосподарського травматизму є ускладнення травм. Угноєна земля містить анаеробну інфекцію і внаслідок забруднення ран землею може виникнути правець. Профілактичне введення протиправцевої сироватки й активна протиправцева імунізація населення різко знизили кількість цих ускладнень.
- Побутові травми за характером поранення бувають різноманітними. Сюди належать забої при падінні з висоти під час прибирання квартири, опіки, які можуть виникати під час приготування їжі, прасування білизни і розведення вогню, а також інші ушкодження.
- Вуличні травми пов'язані, головним чином, з вуличним транспортом. Це травми під час автомобільних, тролейбусних, трамвайних аварій, при необережному переході вулиць пішоходом, при порушенні правил руху водієм і т. ін.
- Спортивний травматизм найчастіше є наслідком недостатньої підготовки спортсменів або недоброякісності спортивного інвентарю. Правильна організація спортивної справи запобігає спортивним травмам.
- Дитячий травматизм залежить від неуважності батьків та низького рівня виховання дітей. Систематичне роз'яснення небезпеки вуличних і побутових травм, а також створення дитячих садків, майданчиків і продовженого дня знижують дитячий травматизм.
- На підставі обліку і вивченні ушкоджень, характерних причин, обставин виникнення травм розробляються запобіжні заходи проти травматизму.
- Промисловий і сільськогосподарський травматизм в нашій країні різко зменшився у зв'язку із суворим дотриманням правил охорони праці і проведенням заходів їх профілактики (правил організації техніки безпеки, правил індивідуального захисту, спецодяг, відповідна сигналізація, чіткість роботи механізмів, відсутність захаращеності і скупченості, а також висока кваліфікація робітників регламентована відпустка, санітарно-освітня робота тощо).
- Зниження вуличного травматизму досягається шляхом регулювання вуличного руху, очищення вулиць від снігу і льоду, посипання тротуарів піском тощо.
- Побутовий травматизм з року в рік, що пов'язано з поліпшенням побутових умов, підвищення культурного рівня населення.
- Профілактика дитячого травматизму здійснюється комплексними заходами медичних і народно-освітніх закладів. Велику роль у цьому питанні відіграє сучасне планування будівництва, яке передбачає організацію дитячих закладів, майданчиків, садків тощо Плановість в організації відпочинку і навчання дітей з продовженим днем значно знижують дитячий травматизм.

Найбільший рівень травматизму трапляється у чоловіків у 20—49 років, а у жінок — у 30—59 років. При цьому у всіх вікових групах чоловіків цей показник вищий, ніж у жінок.

## Різновиди травм

### Невиробничі травми
- побутові,
- вуличні,
- дорожно-транспортні,
- спортивні,
- шкільні,
- дитячі та інші

### Виробничі травми
Виробнича травма — травма, одержана працівником на виробництві і викликана порушенням правил техніки безпеки.